# Plosjtsjad Gabdoelly Toekaja / Ğabdulla Tuqay mäydanı

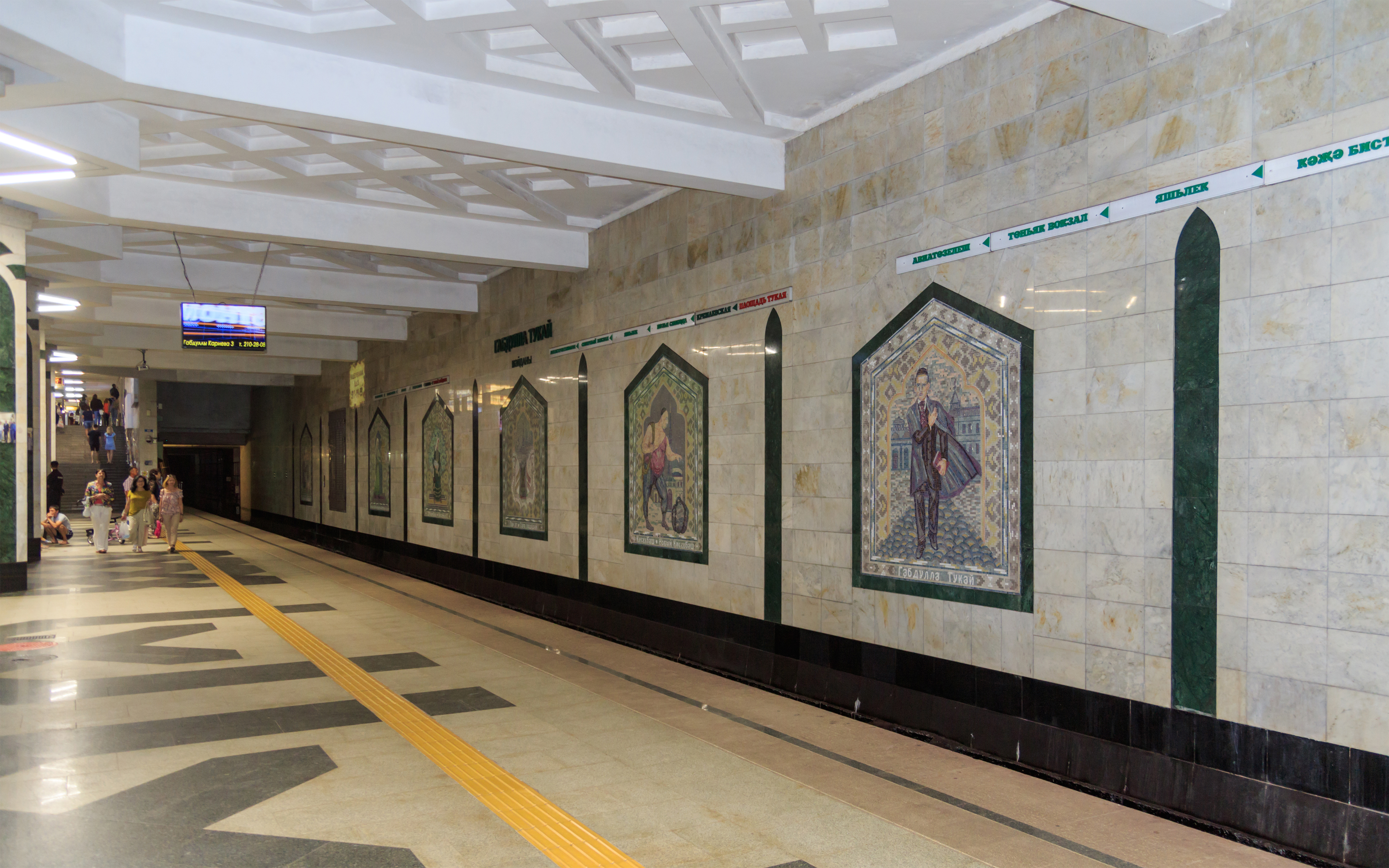
Perronhal

Plosjtsjad Gabdoelly Toekaja (Russisch: Площадь Габдуллы Тукая) of Ğabdulla Tuqay mäydanı (Tataars; cyrillisch: Габдулла Тукай Мəйданы) is een station van de metro van Kazan. Het station werd geopend op 27 augustus 2005 als onderdeel van de eerste metrolijn in de stad. Het metrostation bevindt zich in het centrum van Kazan, onder het drukke Ğabdulla Tuqayplein, waarnaar het genoemd is. Het station ligt in het commerciële en culturele hart van de stad, aan het eind van de Oelitsa Baumana (Baumanstraat) en in de buurt van een groot aantal warenhuizen en de universiteit. Er kan worden overgestapt op tientallen tram-, stadsbus- en trolleybuslijnen en marsjroetka's.
Het station is ondiep gelegen en beschikt over een perronhal met één rij vierkante zuilen. De inrichting in Tataarse stijl is opgedragen aan de naamgever van het station, de Tataarse nationale dichter Ğabdulla Tuqay. In de witmarmeren zuilen op het midden van het perron is met groen marmer een pijlvormig motief aangebracht. Dezelfde materialen, kleuren en motieven zijn te vinden op de wanden langs de sporen. Deze wanden zijn daarnaast versierd met 22 mozaïeken die Ğabdulla Tuqay, de helden uit zijn verhalen en thema's uit de Tataarse geschiedenis en volkspoëzie uitbeelden. Boven deze mozaïeken zijn afwisselend de naam van het station (in het Russisch en het Tataars) en het schema van de metrolijn te lezen. In de vloeren, geplaveid met gepolijst graniet in meerdere grijstinten, is een traditioneel vlechtmotief verwerkt. Het plafond bestaat uit wit beton met vierkante openingen, die net als de zuilen 45° ten opzichte van de as van het station zijn gedraaid. In enkele van deze openingen zijn matglazen lampen opgehangen. Doordat deze lampen zich ook boven de zuilen bevinden wordt de illusie gewekt dat deze het dak niet raken.
Aan beide uiteinden van het eilandperron leiden trappen naar de twee ondergrondse lokettenzalen. In de noordelijke lokettenzaal, die door een ondergrondse winkelpassage verbonden is met een netwerk van voetgangerstunnels onder het plein, staat een standbeeld van de naamgever van het station. In de zuidelijke stationshal is een beeltenis van Tuqays voornaamste personage, de bosgeest Şüräle te vinden. Deze hal is rechtstreeks verbonden met het warenhuis Novyj Detski Mir aan de Peterboergskaja Oelitsa (Sint-Petersburgstraat).
Plosjtsjad Gabdoelly Toekaja/Ğabdulla Tuqay mäydanı is gepland als overstapstation op de toekomstige metrolijn 2. Aan de zuidkant van het metrostation is ruimte gereserveerd voor een verbindingstunnel met het perron aan deze lijn.